# Evropský hokejový pohár 1993/1994
29. ročník hokejového turnaje European Cupu.Vítězem turnaje se stala TPS Turku.

## Skupina A
(Esbjerg, Dánsko)
- 1. Vålerenga IF (Norsko] - 5 bodů
- 2. Esbjerg IK (Dánsko) - 4 body
- 3. Nijmegen Tigers (Nizozemsko) - 3 body
- 4. C.H.H.Txuri Urdin I.H.T. de Donostia (Španělsko) - 0 bodů

## Skupina B
(Trenčín, Slovensko)
- 1. Tivali Minsk (Bělorusko) - 6 bodů
- 2. HK Dukla Trenčín (Slovensko) - 4 body
- 3. Kreenholm Narva (Estonsko) - 2 body
- 4. HK Slavia Sofia (Bulharsko) - 0 bodů

## Skupina C
(Jesenice, Slovinsko)
- 1. Torpedo Usť-Kamenogorsk (Kazachstán) - 6 bodů
- 2. HK Acroni Jesenice (Slovinsko) - 4 body
- 3. Villacher SV (Rakousko) - 2 body
- 4. HK Zagreb (Chorvatsko) - 0 bodů

## Skupina D
(Riga, Lotyšsko)
- 1. HK Pardaugava Riga (Lotyšsko) - 5 bodů
- 2. Sokol Kyjev (Ukrajina) - 5 bodů
- 3. Cardiff Devils (Velká Británie) - 2 body
- 4. Energija Elektrėnai (Litva) - 0 bodů

## Skupina E
(Székesfehérvár, Maďarsko)
- 1. HC Sparta Praha (Česko) - 6 bodů
- 2. Ferencvárosi TC Budapest (Maďarsko) - 4 body
- 3. Steaua Bucureşti (Rumunsko) - 2 body
- 4. Ankara Büyükşehir Belediyesi (Turecko) - 0 bodů

Utkání HC Sparta Praha
- HC Sparta Praha - Steaua Bucureşti 9:3 (4:2,1:0,4:1)
- Ankara Büyükşehir Belediyesi - HC Sparta Praha 1:16 (0:2,0:7,1:7)
- Ferencvárosi TC Budapest - HC Sparta Praha 3:19 (1:9,1:5,1:5)

## Semifinálová skupina F
(Milano, Itálie)
- 1. Milano Hockey (Itálie) - 6 bodů
- 2. HC Sparta Praha - 4 body
- 3. Esbjerg IK - 1 bod
- 4. KS Podhale Nowy Targ (Polsko) - 1 bod

Utkání HC Sparta Praha
- KS Podhale Nowy Targ - HC Sparta Praha 2:9 (0:3,2:2,0:4)
- HC Sparta Praha - Esbjerg IK 5:3 (2:0,1:2,2:1)
- Milano Hockey - HC Sparta Praha 3:1 (0:0,1:0,2:1)

## Semifinálová skupina G
(Rouen, Francie)
- 1. Dynamo Moskva (SSSR) - 6 bodů
- 2. HK Pardaugava Riga - 3 body
- 3. HK Dukla Trenčín - 2 body
- 4. HC Rouen (Francie) - 1 bod

## Semifinálová skupina H
(Kloten, Švýcarsko)
- 1. Brynäs IF (Švédsko) - 5 bodů
- 2. EHC Kloten (Švýcarsko) - 4 body
- 3. Torpedo Usť-Kamenogorsk - 2 body
- 4. Sokol Kyjev - 1 bod

## Semifinálová skupina I
(Turku, Finsko)
- 1. TPS Turku (Finsko) - 5 bodů
- 2. Tivali Minsk - 5 bodů
- 3. Vålerenga IF - 1 bod
- 4. HK Acroni Jesenice - 1 bod

## Finálová skupina A
(26. - 29. prosince 1993)
(Düsseldorf & Duisburg)
- 1. TPS Turku - 4 body
- 2. Milano Hockey - 3 body
- 3. Tivali Minsk - 3 body
- 4. Düsseldorfer EG (Německo) - 2 body

## Finálová skupina B
(26. - 29. prosince 1993)
(Düsseldorf & Duisburg & Ratingen)
- 1. Dynamo Moskva - 6 bodů
- 2. Malmö IF (Švédsko) - 4 body
- 3. Brynäs IF - 2 body
- 4. HC Sparta Praha - 0 bodů

Utkání HC Sparta Praha
- Dynamo Moskva - HC Sparta Praha 8:3 (4:1,1:1,3:1)
- HC Sparta Praha - Malmö IF 1:5 (0:4,0:0,1:1)
- Brynäs IF - HC Sparta Praha 5:1 (2:1,1:0,2:0)

## O 3. místo
(30. prosince 1993 v Düsseldorfu)
- Malmö IF - Milano Hockey 4:3 PP

## Finále
(30. prosince 1993 v Düsseldorfu)
- TPS Turku - Dynamo Moskva 4:3